# Plectroglyphidodon
Plectroglyphidodon è un genere di pesci marini appartenenti alla famiglia Pomacentridae e alla sottofamiglia Pomacentrinae.

## Distribuzione e habitat
L'areale comprende l'Indo-Pacifico tropicale, alcune specie sono endemiche di singole isole oceaniche o arcipelaghi mentre altre sono diffuse su areali vastissimi.
Sono pesci strettamente costieri. Vivono nelle barriere coralline.

## Descrizione
Sono pesci di piccola taglia, nella maggior parte delle specie intorno ai 10 cm o meno. 
P. johnstonianus raggiunge i 14 cm ed è la specie di maggiori dimensioni.

## Tassonomia
Il genere comprende 10 specie:
- Plectroglyphidodon dickii
- Plectroglyphidodon flaviventris
- Plectroglyphidodon imparipennis
- Plectroglyphidodon johnstonianus
- Plectroglyphidodon lacrymatus
- Plectroglyphidodon leucozonus
- Plectroglyphidodon phoenixensis
- Plectroglyphidodon randalli
- Plectroglyphidodon sagmarius
- Plectroglyphidodon sindonis